# Hercodesmus aureus
Hercodesmus aureus är en mångfotingart som beskrevs av Cook 1896. Hercodesmus aureus ingår i släktet Hercodesmus och familjen fingerdubbelfotingar. Inga underarter finns listade i Catalogue of Life.